# (Back Home Again in) Indiana
(Back Home Again in) Indiana est une chanson composée par James F. Hanley (en) avec des paroles de Ballard MacDonald (en), sortie en janvier 1917 sous le nom d'Indiana.
Bien que On the Banks of the Wabash, Far Away (en) soit la chanson d'État (en) de l'Indiana, le titre de Hanley et MacDonald est l'une des œuvres les plus connues rendant hommage à l’État du Midwest.

## Genèse et composition
Né à Rensselaer (Indiana), James F. Hanley (en), après le lycée, combat dans les troupes américaines lors de la Première Guerre mondiale. De retour aux États-Unis, il travaille comme accompagnateur de vaudeville à New York. Il écrit (Back Home Again in) Indiana en 1917, en s'inspirant largement de On the Banks of the Wabash, Far Away (en), chanson officielle de l'Indiana. Par ailleurs, est crédité en bas de la partition originale : « The strain from "On the Banks of the Wabash" in the chorus used by kind permission of Maurice Richmond Music Co. Inc. » (En français: L'échantillon issu d'On the Banks of the Wabash dans le refrain est utilisé avec l'aimable permission de Maurice Richmond Music Co. Inc.).
- Partition d'Indiana

## Enregistrements et popularité
Le premier enregistrement de la chanson a été réalisé le 16 février 1917 par le Knickerbocker Male Quartette,.
(Back Home Again in) Indiana devient un immense succès dès l'année de sa publication, grâce à l'enregistrement qu'en fait le 31 mai 1917 l'Original Dixieland Jass Band, la première formation à avoir enregistré un disque de jazz. En 1942, plus de 2 000 000 de copies d'Indiana se sont écoulées. Six ans plus tard, le magazine Billboard place la chanson dans sa liste Fifty Years of Song Hits et, selon jazzstandards.com, le titre figure dans le top 3 des standards de jazz les plus enregistrés pré-1920 aux côtés de St. Louis Blues et After You've Gone,.
Depuis 1946, le refrain de la chanson est interprété avant le départ des 500 miles d'Indianapolis. La première personne à chanter Indiana pour la course est James Melton de la New York Metropolitan Opera Company, se sont ensuivis des interprètes comme Mel Tormé, Vic Damone ou Dinah Shore, toujours accompagné par la Purdue University All-American Marching Band. Entre 1972 et 2014, l'acteur Jim Nabors interprète le titre de Hanley et MacDonald à plus d'une trentaine d'occasions. Par la suite, d'autres artistes comme le groupe Straight No Chaser et le vainqueur de l'émission The voice, Josh Kaufman, ont interprété Indiana pour les 500 miles d'Indianapolis. Pour J. Douglas Boles, président de l'Indianapolis Motor Speedway, l'« interprétation de Back Home Again in Indiana est la signature de l'Indianapolis 500 et que nos supporters chérissent comme un instant clairement indianien ».

## Dans le jazz
La chanson est devenue un standard de jazz.
Plusieurs autres standards de jazz utilisent les harmonies de (Back Home Again in) Indiana avec une nouvelle mélodie, selon un procédé appelé le démarquage, comme Donna Lee de Miles Davis ; Back Home, Deliberation et Juju de Lennie Tristano, etc.

## Versions notables
À partir des années 1920 et pour plusieurs années, Louis Armstrong a débuté ses concerts avec Indiana,.
On peut également citer, :
- Julie London sur Julie (1957)

Et pour les versions instrumentales :
- Count Basie & His Orchestra en 1938
- Earl Hines and His Orchestra en 1939
- Art Tatum en 1941
- Lester Young en 1944
- Nat King Cole trio en 1944
- Teddy Wilson en 1944
- Don Byas en 1945
- Erroll Garner en 1946
- Oscar Peterson en 1947
- Dave Brubeck trio en 1949
- Chet Atkins sur A Session with Chet Atkins en 1954
- Ben Webster sur Gone With the Wind en 1964
- Sonny Stitt sur Super Stitt! Vol. 2 en 1978
- Gary Burton sur For Hamp, Red, Bags and Cal en 2001